# Mljetska bolest
Mljetska bolest (keratosis extremitatum hereditaria progrediens), recesivno-nasljedna kožna bolest koja se očituje u prekomjernom oroženju dlanova i tabana i polaganom napredovanju tih promjena na podlaktice i nadlaktice, odnosno na potkoljenice i natkoljenice. Može postojati i skraćenje nokata što je popraćeno pojačanim znojenjem (hiperhidroza). Liječi se primjenom sredstava za otapanje roževine, a u novije doba i retinoidima (derivatima vitamina A). Naziv dolazi otuda što gotovo svi bolesnici potječu s otoka Mljeta. Prvi ju je opisao dubrovački liječnik Luko Stulli početkom 19. stoljeća. Jedan od uzroka pojave ove bolesti čest je incest na otoku. U Maranovićima na Mljetu udio srodničkih brakova iznosio je od 1870. do 1880. godine 53,63 %, a u većem mljetskom naselju Babinom polju 20 %.
Konačnu definiciju ove bolesti dao je hrvatski alergolog Franjo Kogoj.